# Chomelia intercedens
Chomelia intercedens é uma espécie de plantas com flores, que foi descrita pela primeira vez por Johannes Müller Argoviensis. Chomelia intercedens pertence ao gênero Chomelia, e família Rubiaceae. É encontrada nas regiões nordeste, sudeste e centro-oeste do Brasil.